# Заїтово (Аургазинський район)
Заї́тово (рос. Заитово, башк. Зәйет) — присілок у складі Аургазинського району Башкортостану, Росія. Входить до складу Тряпинської сільської ради.
Населення — 178 осіб (2010; 200 в 2002).
Національний склад:
- татари — 80%